# Stephen Gaghan
Stephen Whorton Gaghan (ur. 6 maja 1965 w Louisville) – amerykański scenarzysta i reżyser filmowy. Zdobywca Oscara. 

## Życiorys
Zdobył Oscara za scenariusz do dramatu Traffic Stevena Soderbergha. Film i jego scenariusz zostały oparte na emitowanym przez brytyjski Channel 4 serialu opowiadającym o nielegalnej sprzedaży narkotyków. Inne filmy zrealizowane w oparciu o jego scenariusze to m.in. Regulamin zabijania Williama Friedkina oraz The Alamo. Pracował także przy produkcjach telewizyjnych.
Samodzielnie napisał i wyreżyserował trzy filmy: Porzuconą z Katie Holmes (2002), Syrianę (2005) z George'em Clooneyem grającym doświadczonego agenta CIA oraz Doktora Dolittle'a (2020). Za scenariusz drugiego z obrazów został ponownie nominowany do Oscara. Dzieła sygnowane jego nazwiskiem cechuje wielowątkowość, poszczególne epizody sprawiają wrażenie nie powiązanych ze sobą. Był autorem reklam telewizyjnych promujących konsolę Wii.

## Wybrana filmografia
reżyser
- 2002: Porzucona (Abandon)
- 2005: Syriana
- 2016: Gold
- 2020: Doktor Dolittle

scenarzysta
- 2000: Traffic
- 2002: Porzucona
- 2005: Syriana
- 2020: Doktor Dolittle